# Дятель, Андрей Владимирович
Андре́й Влади́мирович Дя́тель (род. 8 января 1980, Москва, СССР) — российский футболист, полузащитник.

## Карьера
Воспитанник московского «Динамо». В 1998 году выступал за фарм-клуб во Второй лиге. В 1999 году переехал в Бельгию, где защищал цвета клуба «Харельбеке» в элитном дивизионе. В 2001 году вернулся в «Динамо», в составе которого выступал на протяжении следующих пяти сезонов. В 2002 году был арендован белорусским клубом «Динамо-Юни». Летом 2005 года отправился в «Шинник». В 2006 году подписал контракт с нижегородским «Спартаком». В 2007 году пополнил ряды московского «Торпедо». В 2008 году перешёл в курский «Авангард». Завершил карьеру в 2009 году в клубе «Торпедо-ЗИЛ».

## Достижения
- Серебряный призёр зоны «Центр» Второго дивизиона: 2008
- Бронзовый призёр зоны «Запад» Второго дивизиона: 1998